# Holding (football américain)

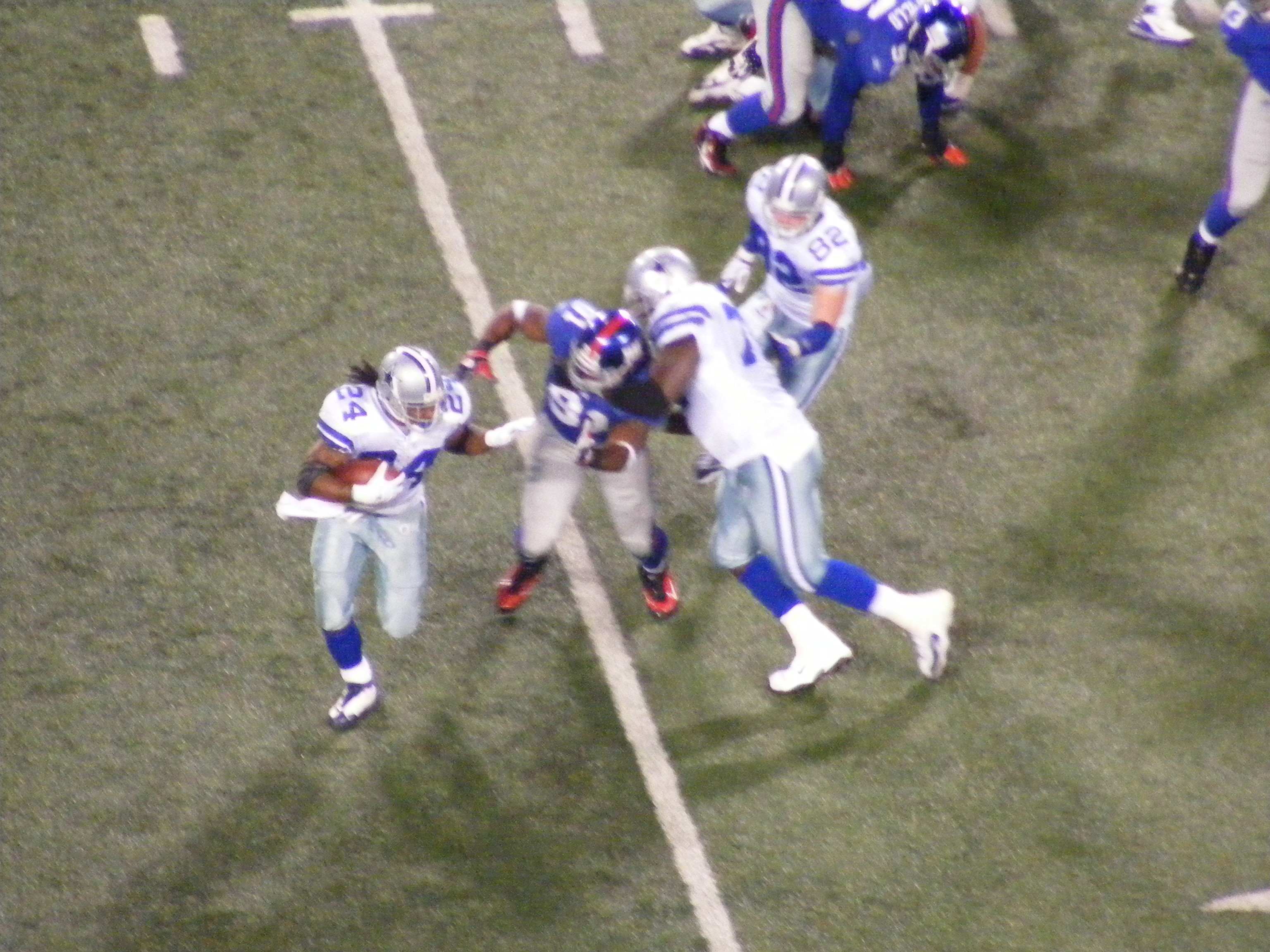
Exemple de holding : le joueur central, qui poursuit le porteur du ballon, est retenu par un des coéquipiers de celui-ci.

Le Holding (avoir retenu au Canada) est considéré comme une faute en football américain ou canadien.
Il est interdit dans la plupart des ligues de football américain car il ne permet pas un jeu équitable et parce qu'il augmente le risque de blessure.
Elle est sanctionnée d'une pénalité de 10 yards si elle est commise par l'attaque et de 5 yards si elle est commise par la défense.
Elle est sifflée lorsqu'un joueur utilise ses mains ou ses bras pour bloquer, tacler ou retenir un joueur de l'équipe adverse qui n'a pas le ballon.
Si un joueur de l'équipe qui attaque est sanctionné d'un holding dans sa end zone, l'équipe adverse marque un safety.